# Bier

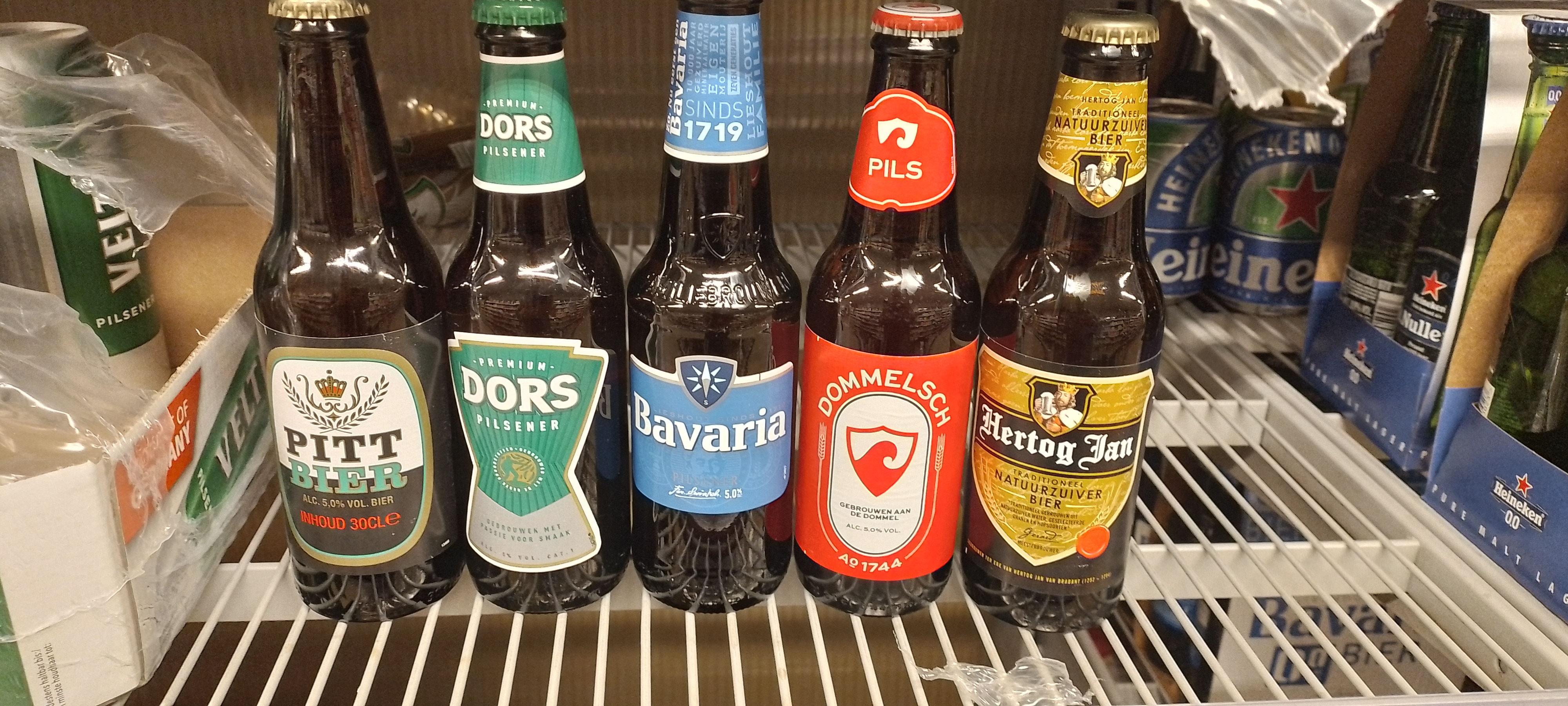
Diverse pilsenermerken uit Nederland

Bier is een licht alcoholische en koolzuurhoudende drank gemaakt met water, gefermenteerde mout en plantaardige bestanddelen, zoals kruiden en hop (of extracten daarvan), die dienen voor de smaak of de houdbaarheid van het bier. Bier is een van de oudste alcoholische dranken ter wereld en de meest geconsumeerde daarvan, en op water en thee na de populairste drank.
Er bestaan verschillende manieren om bier te maken. De meest gebruikte methode in Europa en Noord-Amerika is het in water laten fermenteren (alcoholische gisting) van de mout van gerst met een gist van het geslacht Saccharomyces. Tijdens dit proces worden koolzuurgas en alcohol gevormd. Voor de gisting worden hopbellen, de vrouwelijke bloemen van hop, meegekookt als smaakmaker en conserveermiddel.

## Productieproces

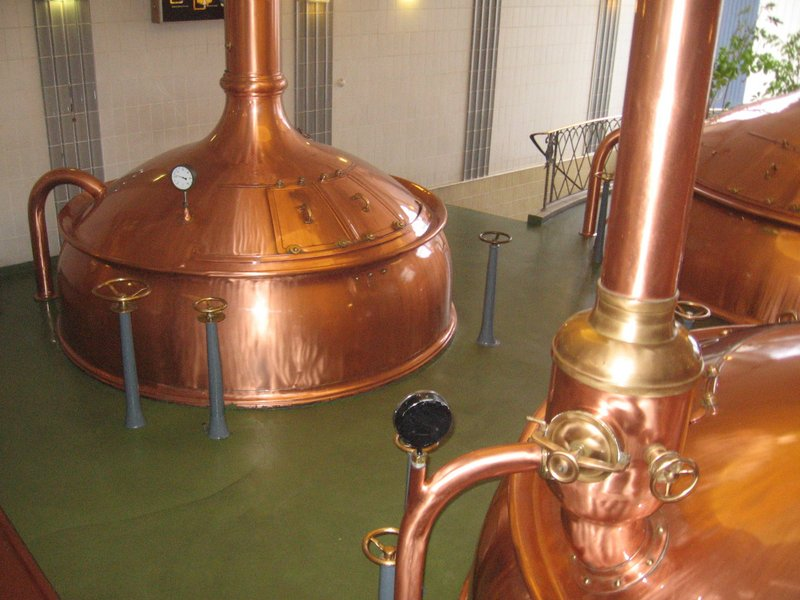
Koperen brouwketel

### Van graanvrucht tot bier
Het productieproces van bier is door de eeuwen heen geëvolueerd, zodat er vandaag vele manieren zijn om vele biersoorten te brouwen. Toch is de essentie van het brouwproces nauwelijks veranderd. Van een bepaalde graansoort (veelal gerst) worden de graanvruchten tot kiemen gebracht op kiemvloeren en vervolgens gedroogd op een eest. Dit proces heet mouten. Het resultaat is een mout. Deze mout wordt vervolgens geschroot, dat wil zeggen: geplet. Vervolgens wordt met water een soort pap van de geplette mout gemaakt: beslag geheten. Deze wordt tot bepaalde temperaturen verhit om enzymatische processen in gang te zetten, waarbij zetmeel uit de mout wordt omgezet in oplosbare suikers. Het beslag wordt vervolgens gefiltreerd en het heldere wort wordt vervolgens gekookt en er wordt hop (of hopproducten) aan toegevoegd. Het koken heeft meerdere functies zoals het steriel maken van het wort, het stoppen van het enzymatische proces en het beschikbaar maken (isomeriseren) van hopzuren. Het afgekoelde resultaat wordt vergist waarbij uit de moutsuikers alcohol en koolzuur ontstaat.
Gedurende en na de eerste vergisting krijgt het bier zijn typische smaak. Verschillen in grondstoffen en het productieproces leiden tot smaakvariatie. Deze laatste begint al bij het drogen van de gekiemde gerst. Het eenvoudig drogen zal geen grote invloed op de smaak hebben, maar de mout kan ook worden gebrand, wat het uiteindelijke bier een donkere kleur en een koffieachtig aroma zal bezorgen (stout). Soms wordt de mout gerookt (rookbier).

### Ondergisting, bovengisting en spontane gisting
Afhankelijk van de temperatuur waarbij het gistingsproces plaatsvindt, spreekt men van ondergisting en bovengisting. Daarnaast is er ook nog de traditionele spontane gisting en de "gemengde gisting".
- Ondergisting of lage gisting vindt plaats bij een temperatuur van 6 tot 8 of 12 graden. Het proces verloopt rustig zodat de gist de kans krijgt naar de bodem van de gistingstank te zakken. De volledige vergisting neemt enkele weken in beslag. Vroeger was het alleen in de winter of in koude delen van Europa mogelijk ondergistend bier te maken, maar met de ontwikkeling van mechanische koeling in de 19e en 20e eeuw werd het mogelijk permanent ondergistend bier te brouwen. Het voordeel van ondergisting is dat de brouwer meer controle over het gistingsproces heeft. Er wordt vrijwel overal ter wereld op grote schaal ondergistend bier gebrouwen, hoofdzakelijk pils of soortgelijke en in mindere mate gehopte, blonde lagers. De bakermat van dit type bier is Tsjechië en Duitsland, waar ook nog andere, meer traditionele soorten ondergistend bier worden gebrouwen.
- Bovengisting of hoge gisting vindt plaats bij een temperatuur van 15 tot 20 graden. Dit proces verloopt veel minder gecontroleerd: de vergisting duurt hoogstens enkele dagen en de gist blijft op het brouwsel drijven. Vóór de ontwikkeling van de ondergisting was bovengisting het gebruikelijke proces. Met name in België en in Engeland is het dit fenomeen bewaard gebleven, al worden ook in deze landen veel ondergistende pilseners of lagers gedronken.
- Spontane gisting gebeurt niet met brouwersgist, maar met in de lucht aanwezige wilde gisten, waaraan het afgekoelde wort een etmaal in open kuipen wordt blootgesteld, en met de micro-organismen in de eiken tonnen waarin het bier vervolgens wordt gerijpt. Vroeger kwam deze manier van gisten algemeen voor, maar spontane gisting wordt alleen nog toegepast door de lambiekbrouwerijen in en rond Brussel. Het is moeilijker bier te laten gisten met een spontane vergisting, omdat men het proces niet in de hand heeft. De Duitse Gose uit Goslar was nog tot in de 19e eeuw een spontaan gistend bier, maar wordt thans met eigen gist gebrouwen.
- Gemengde gisting zorgt voor de bieren die typisch zijn voor de streek van Zuid-West-Vlaanderen. De bieren rijpen op eikenhouten vaten gedurende 2 jaar. Vervolgens versnijden de brouwers het bier met ongeveer 70% jongbier. Dit zijn dan bieren van het type Rodenbach.

### De schuimkraag
Schuim ontstaat in eerste instantie door het mengen van een vloeistof en een gas: in dit geval "biervloeistof" met koolstofdioxide. Om de schuimkraag van bier in stand te houden zijn oppervlakte-actieve en hydrofobe polypeptiden van eiwitten in de mout vereist. In een artikel van Denis De Keukeleire staat dat de schuimopbouw in een glas bier wordt bevorderd door "allerlei metaalionen". Om de nodige metaalionen vanuit de biervloeistof naar het bovenliggende schuim te transporteren zijn "isohumulonen" nodig. Isohumulonen zijn bittere stoffen die tijdens het koken van het wort met de hop ontstaan uit de niet-bittere humulonen. Indien de concentratie isohumulonen minder dan 20 ppm bedraagt, is het volgens De Keukeleire onmogelijk om een stevige schuimkraag op het bier te houden. Daarnaast is het voor de schuimkraag van belang om enkel met vrouwelijke hopplanten te werken, want de mannelijke hopplant is rijk aan vetten en vetzuren die het bierschuim verstoren.
Om de schuimhoudbaarheid te verhogen, kan er gebruikgemaakt worden van metaalionen, zoals ijzersulfaat. Dit geeft echter een afwijkende smaak. Verder kunnen spitsmout of tarwemout toegevoegd worden. Deze zijn rijk aan glycoproteïnen die als oppervlakte-actieve stof fungeren.

## Geschiedenis

### Oudheid
Waarschijnlijk al 4500 jaar v.Chr. werd in Mesopotamië bier gefabriceerd met behulp van bappir. Het is daarmee een van de oudste dranken uit de menselijke geschiedenis. Er zijn bierrecepten uit 3900 v.Chr. overgeleverd. In diverse oude mythen en legenden speelt bier een rol, zoals in het Gilgamesj-epos of in de Kalevala. Ook in het Oude Egypte was bier een geliefde drank. De eerste bieren waren waarschijnlijk van spontane gisting (zoals de moderne lambiekbieren) waarbij men gemalen graan met water mengde (vloeibaar brood).
In West-Europa werd bier aanvankelijk algemeen gedronken, maar de Romeinen gingen na verloop van tijd over op wijn. Bier werd daarna vooral geassocieerd met "onbeschaafde" volkeren, zoals de Germanen. Romeinse schrijvers als Tacitus schrijven met veel verachting over het bier dat de Noord-Europese volkeren dronken. De opvatting dat wijn hoger en beschaafder zou zijn dan bier, en dat bier onderontwikkeld zou zijn, zou sindsdien lang gemeengoed blijven.

### Middeleeuwen
Bier was voedzaam: het bevatte graan en de gist was rijk aan vitamine B en andere nodige stoffen. De bierconsumptie was in de middeleeuwen dan ook zeer hoog: in de Lage Landen dronk men zo'n 300 liter bier per persoon per jaar. Ter vergelijking: in de jaren negentig van de 20e eeuw werd in Nederland jaarlijks meer dan 90 liter bier per persoon gedronken, in 2013 dronk een Nederlander gemiddeld 72 liter bier per jaar. Daarbij moet worden opgemerkt dat het middeleeuwse bier vrij weinig alcohol bevatte. Kinderen drinken dunbier, ook wel kleinbier of scharrebier genoemd, met minder suikers en een lager alcoholpercentage.
Het brouwen van bier werd in de middeleeuwen voornamelijk een huishoudelijke bezigheid, en door vrouwen gedaan. Ook gebeurde het in kloosters en abdijen. In de regel hadden abdijen een zware en een lichte versie van hun bier, waarbij de zware versie door paters en gasten en de lichtere versie door de nonnen werd gedronken. In de loop van de middeleeuwen kwam een professionalisering op gang en werden op het grondgebied van het latere Duitsland bierbrouwerijen geopend. Al snel ontstonden er ook in de Lage Landen professionele bierbrouwerijen.
Al in de dertiende eeuw is het actief gebruik van gist bekend.

### Gruit en gagel versus hop door de eeuwen heen
In de middeleeuwen werd bier gebrouwen met kruidenmengsels die in het Middelnederlandsch Woordenboek grute, gruyte, gruut, gruyt of gruet worden genoemd. Net zoals hop werd gruit toegevoegd om een tweetal redenen: bier langer houdbaar maken en smaak geven. In Vlaanderen en Brabant was gagel eertijds het hoofdbestanddeel van gruit. Meer nog: een combinatie van archiefstudie en archeologie heeft opgehelderd dat gagel tot in de 13e eeuw het belangrijkste bierkruid was in heel Atlantisch Europa. De voorkeur voor deze regio is geen toeval aangezien gagel goed gedijde in de aldaar uitgestrekte natte heidegebieden van weleer. Er was een andere factor op de markt van de bierkruiden: het succes van hop als conserveermiddel in bier was immers al sinds de 9e eeuw bekend maar ook als smaakmaker.
Voor plaatselijke heren - zoals de heren van Gruuthuuse in de streek rond Brugge - was gruit een bron van inkomsten. Het gevolg hiervan was dat voor de mengsels van bierkruiden een belasting moest worden betaald: het gruitrecht. Een ander gevolg was dat de gruitrecepten goed bewaarde geheimen bleven van monopoliehouders (de "gruitheren") die hophandelaars als concurrenten probeerden te weren. De rivaliteit en juridische strijd tussen gruitheren en hophandelaars zou eeuwenlang voortduren, maar in 1364 moest Karel IV al toegeven dat de Novus Modus Fermentandi Cervisiam ("Nieuwe methode om bier te brouwen") in het Sticht Utrecht al dertig à veertig jaar overheerste.
Vanaf de 15e tot de 18e eeuw zou Vlaanderen - met een klemtoon op de zuidelijke Westhoek en de Denderstreek - de "hoptuin" van Europa worden. Ook in alle andere delen van West-Europa - en zeker vanaf de 18e eeuw - zou hop het pleit winnen van gagel. Het waarom van de triomf van hop blijft onzeker. Gehopte bieren zouden beter bewaren en daardoor beter geschikt zijn voor transport. Of gewoon lekkerder worden bevonden. Maar er kunnen ook "minder eerlijke" beweegredenen een rol hebben gespeeld. Feit is dat er destijds heel wat gagelgeruchten de ronde deden. Een postume uitgave van het kruidenboek van Dodoens uit 1644 vermeldt dat de vrucht selve met eenighen dranck inghenomen de herssenen schadelijck is. Verder staat er dat gagelbier het hoofd seer ontstelt ende den mensche seer haest droncken maeckt. Elders wordt dan weer aangehaald dat het gebruik van gagel bij de wijnbereiding zorgt voor een welrieckende smaak, het sterken van de maag én het vermijden van... hersenbeschadiging. Wat er ook van zij, gagel werd lange tijd verboden ten voordele van hop.

### Nieuwe tijd
De professionalisering van het bierbrouwen die in de middeleeuwen was begonnen, zette door. Schaalvergroting was het gevolg. Er werd niet langer voor eigen kring geproduceerd maar er werd ingezet op de handel. Vooral in Hollandse steden als Delft, Leiden, Haarlem en Amsterdam werd commercieel bier gebrouwen en verhandeld. De Hollandse brouwers begonnen ook stijlen uit andere landen te kopiëren om goed bij de afzetmarkt aan te kunnen sluiten: zo begon men o.a. Luiks bier te brouwen, en in de negentiende eeuw lambiek en stout.
Buiten de handelscentra bleef de kleine brouwer echter bestaan. Vooral in België en het zuiden van Duitsland ontwikkelden zich eigen, min of meer geïsoleerde bierculturen. Typisch voor Beieren was het in 1516 ingevoerde Reinheitsgebot, dat bepaalde dat bier alleen uit water, graan en hop mocht bestaan. Voor de vergisting werd het restproduct van de voorgaande brouw toegevoegd. Hiermee werd voorkomen dat brouwers hun bier kleurden met gevaarlijke producten als pek of verf, wat gemeengoed was, en dat er met het graan werd geknoeid. Hoewel het Reinheitsgebot de consument moest dienen, betekende het ook een beperking: fruitbieren konden bijvoorbeeld niet meer gebrouwen worden. In de 19e en 20e eeuw zou het Reinheitsgebot geleidelijk in heel Duitsland ingevoerd worden, wat verwoestende gevolgen had voor de Noord-Duitse biercultuur.

### Industriële revolutie
Met de industrialisering werd het mogelijk op nog grotere schaal bier te brouwen. Bovendien gaven nieuwe technieken brouwers de gelegenheid het proces te vereenvoudigen. Bier werd hierdoor een veiliger, maar ook voorspelbaarder product.
Een belangrijke ontwikkeling was de verbeterde koelmethode, die het veel gemakkelijker maakte ondergistend bier te brouwen – iets wat tot dan toe alleen in de winter mogelijk was geweest. Dit, en de ontwikkeling van een moderner opslagproces, leidde in 1839 in de Tsjechische stad Pilsen tot de uitvinding van het pilsener. Dit ondergistende bier vond al gauw in heel de wereld navolging en zou uitgroeien tot 's werelds meest getapte biertype.
In 1852 legde in België een nieuwe brouwwet een minimum van 300 kilogram grondstoffen per brouwsel op. Het gevolg hiervan was dat in de 19e eeuw vele kleine brouwerijen verdwenen, omdat zij eenvoudigweg niet zoveel bier brouwden. Aan de andere kant ontstonden juist in de 19e eeuw veel van de brouwerijen waar België tegenwoordig zo beroemd om is, zoals de huidige trappistenbrouwerijen.

### 20e eeuw tot heden

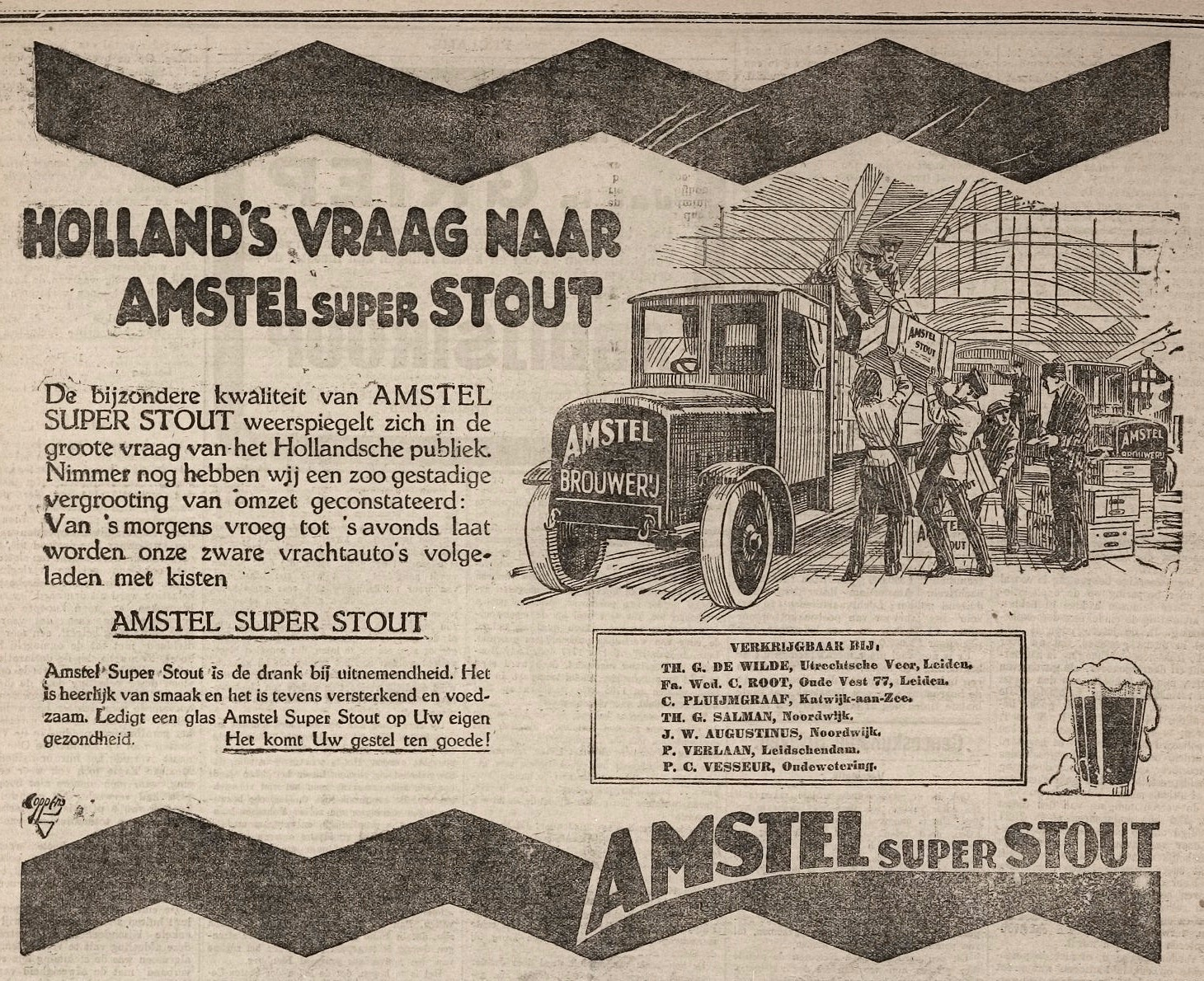
Reclame voor "Amstel super Stout" uit 1922

Door massaproductie en een wereldwijde verkoop konden brouwerijen als Heineken gestaag groeien tijdens de 20e eeuw. Kleinere brouwerijen kregen het steeds moeilijker om te concurreren met de opkomende giganten. Uiteindelijk verdwenen heel wat "kleintjes" van de markt en verschraalde het bieraanbod. Vooral in Nederland - maar ook in België - begonnen relatief goedkope, in grote hoeveelheden geproduceerde pilsbieren de meer kleinschalig geproduceerde "traditionele bieren" te verdringen.
Gesteund door een veranderende houding van de consument, werd in 1980 in Nederland het initiatief genomen tot het oprichten van PINT, een consumentenvereniging die de bierdiversiteit wil bevorderen. In het Verenigd Koninkrijk bestond al iets vergelijkbaars sinds 1971: de CAMRA (Campaign for Real Ale). België volgde beide landen met de oprichting van de OBP (Objectieve Bierproevers), een overkoepelende vereniging van bierproevers die in 2002 werd opgevolgd door Zythos. Sindsdien is de aandacht voor de "traditionele bieren" sterk toegenomen en verschijnen er opnieuw kleinschalige brouwerijen die de doelstelling "kwaliteit boven kwantiteit" in het vaandel dragen.
Desalniettemin gaat de kaalslag onverminderd door. Er is kritiek op 's wereld grootste brouwerij, Anheuser-Busch InBev, die volgens critici de kleine brouwerijen doelgericht uit de markt probeert te stoten.

## Biersoorten
Het is kenmerkend voor bier dat er een grote variatie aan onderling zeer verschillende soorten is. Er zijn bittere, zoete, zurige en kruidige bieren. De mout bepaalt in grote mate de kleur van bier. Ook het alcoholpercentage, de kleur, de volheid, de helderheid en de temperatuur waarop een bier het beste gedronken kan worden, verschilt.
Overzicht aanbrengen in de grote variatie is niet eenvoudig. Meestal wordt uitgegaan van het hierboven al genoemde onderscheid tussen ondergistende, bovengistende en spontaan gistende bieren.

### Ondergistende bieren

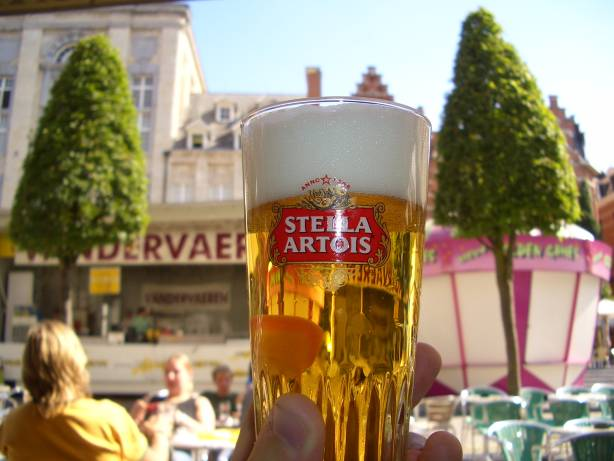
Stella Artois, het standaardbier in Leuven

Met name in Duitsland en Tsjechië worden ondergistende bieren gebrouwen die breed gewaardeerd worden. Toch is het grootste deel van het bier dat in Nederland en België geproduceerd wordt ook ondergistend. Het betreft vooral de pilseners en de vooral Nederlandse bockbieren.
- Pils of pilsener – Het "gewone" bier in het grootste deel van de wereld. In Nederland, België en Duitsland heeft vrijwel elk café ten minste één pilsener op de tap. Sommige brouwers brengen behalve het gewone pils ook een urtyp op de markt, dat wat bitterder van smaak is en vaak ook een hoger alcoholpercentage heeft.
- Dortmunder – Een bierstijl uit Dortmund. Donkerder en voller dan pils.
- Bokbier – Een bier met een bitterzoete, moutachtige smaak, vaak donker van kleur en sterker dan een pils. Oorspronkelijk afkomstig uit het Duitse Einbeck. De Nederlandse bockbieren wijken nogal af van het Duitse prototype en zijn soms zelfs bovengistend. Bockbieren worden vaak als seizoensbier verkocht, bijvoorbeeld in de herfst.
- Rookbier – Typisch voor Bamberg is dit ondergistende bier waarbij de mout is gerookt. Het bier heeft dan ook een gerookte smaak die aan ham of gerookte paling doet denken.

### Bovengistende bieren

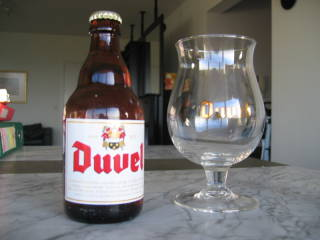
Duvel met het typische tulpglas

Bovengistende bieren zijn typisch voor de Belgische en Engelse biercultuur. De Belgische bovengistende bieren worden door bierkenners over de hele wereld gewaardeerd om hun traditie en kwaliteit. In Duitsland zijn bovengistende bieren meestal tarwebier.
- Tarwebier – Tarwebier, ook witbier genoemd, heeft meestal een troebele kleur en een typische friszure smaak. De Belgische tarwebieren worden vaak met kruiden op smaak gebracht, maar in Duitsland is dit door het Reinheitsgebot onmogelijk en worden ze puur gedronken. De Berliner Weiße wordt vaak met vruchtensap gemengd (Schuss). Tarwebier is niet noodzakelijk bleek van kleur; er bestaat ook donker tarwebier.
- Bruine ale – Vroeger was het meeste bovengistende bier bruin van kleur. In de 20e eeuw is de voorkeur van de consument meer en meer naar blond bier uitgegaan. De overgebleven bruine ales hebben een zoetige smaak en een vrij hoog alcoholgehalte.
- Vlaams oud bruin – Dit bier verkrijgt zijn unieke smaak door de rijping op eikenhouten vaten. De basis is meestal een bruine Ale.
- Amber – Onder deze noemer worden zowel een pale ale, het Duitse Altbier alsook de Nederlandse en Belgische amberkleurige ales geschaard. Het alcoholpercentage is relatief laag en de kleur houdt het midden tussen bruin en blond. Een bekend voorbeeld is het Antwerpse Bolleke, dat in Antwerpen op veel plaatsen zelfs het tapbier is, in plaats van pils.
- Blonde ale – Sinds de 20e eeuw zijn er steeds meer blonde ales op de markt gekomen. Het Duitse Kölsch, een bier uit Keulen, is een oud voorbeeld. Typisch Belgisch zijn de zware blonde ales, soms duivelsbieren genoemd, naar het bekendste voorbeeld van een dergelijk bier, Duvel van brouwerij Duvel-Moortgat.[17] Michael Jackson noemde ze "the wicked beers" in zijn boek De grote Belgische bieren. Pas sinds 2002 spreekt men over deze duivelsbieren als "sterke blonde" of "strong blond"[18]
- Porter en stout – Zeer donkere bieren, die van gebrande mout gemaakt worden en daardoor een koffieachtig aroma hebben. Vergelijkbaar zijn de Duitse Schwarzbiere, maar die zijn ondergistend.
- Gerstewijn – Een zeer zwaar bier met een alcoholpercentage van rond de 10%, vaak zoetig en donker.
- Trappist – Trappistenbier is niet echt een type bier, maar de verzamelnaam van de bieren die door de monniken van trappistenkloosters worden gebrouwen. Het betreft doorgaans zware, donkere bieren, maar er bestaan ook blonde trappisten. Een bier mag alleen trappist worden genoemd als het door een van de twaalf erkende trappistenbrouwerijen wordt gebrouwen.
- Abdijbier of kloosterbier – Abdijbieren zijn bieren die in navolging van de trappistenbieren door gewone brouwerijen worden gebrouwen en een naam hebben die naar een bestaande of voormalige abdij verwijst. Sommige abdijbieren zijn niet meer dan een imitatie, maar er zijn abdijbieren die een eigen karakter hebben ontwikkeld en door kenners worden gewaardeerd als ware het trappistenbier.

### Bieren van spontane gisting

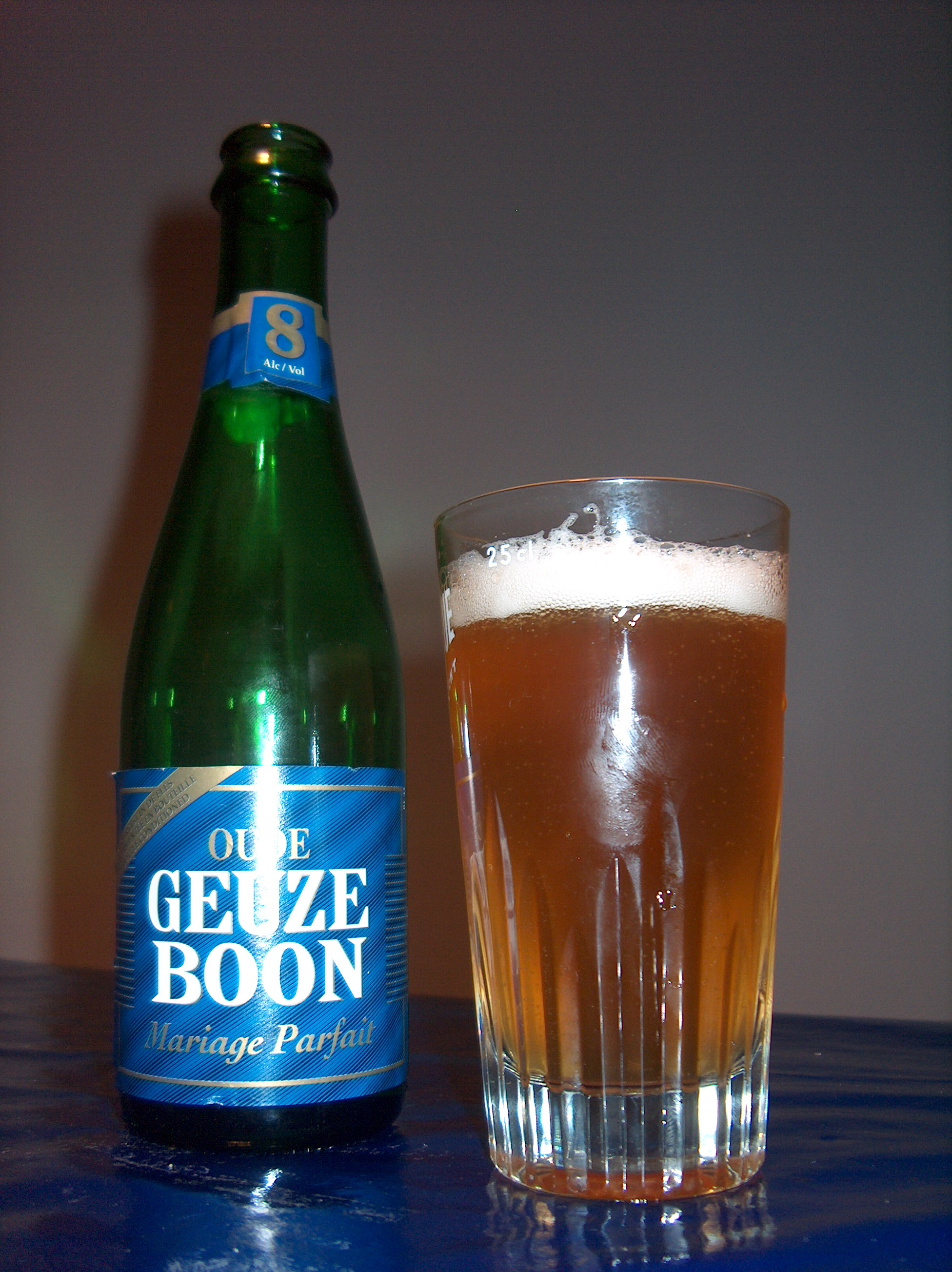
Een geuze van Boon met de fles van 37,5 cl.

In het verleden kwamen bieren van spontane gisting frequenter voor, alleen in Brussel en het aangrenzende Pajottenland bleven de spontaan vergiste bieren behouden.
- Jonge lambiek – Het product van de eerste vergisting. Het bier is zuur en iets wrang en wordt zelden puur gedronken.
- Oude lambiek – Op eikenhouten vaten gerijpt en nog eens vergist heeft dit bier een wat vollere smaak, wat door weinig mensen gewaardeerd wordt. Het aantal cafés waar dit van het vat geserveerd wordt is zeer beperkt en tanende.
- Faro – Gezoete lambiek. Dit kan in sommige Brusselse cafés van het vat besteld worden. Faro is ook gebotteld te vinden: Boon, Lindemans en Mort Subite zijn enkele brouwerijen die faro in flessen produceren.
- Geuze – Jonge en oude lambieks, of oude lambieks van verschillende rijping, worden door een geuzesteker gecombineerd tot een geraffineerd mengsel dat een friszure smaak met veel ontwikkeling heeft. Oude Geuze wordt "de champagne onder de bieren" genoemd, maar omdat geuze als biersoort nauwelijks bescherming geniet, zijn er commerciële, gezoete geuzes op de markt die slechts gedeeltelijk uit lambiek bestaan.
- Fruitbier – Een variant op faro waarbij niet suiker, maar echt fruit of vruchtensap wordt gebruikt om het bier te zoeten. De bekendste voorbeelden zijn de kriekbieren (kersenbieren), maar ook andere vruchten worden gebruikt.

## Bierculturen

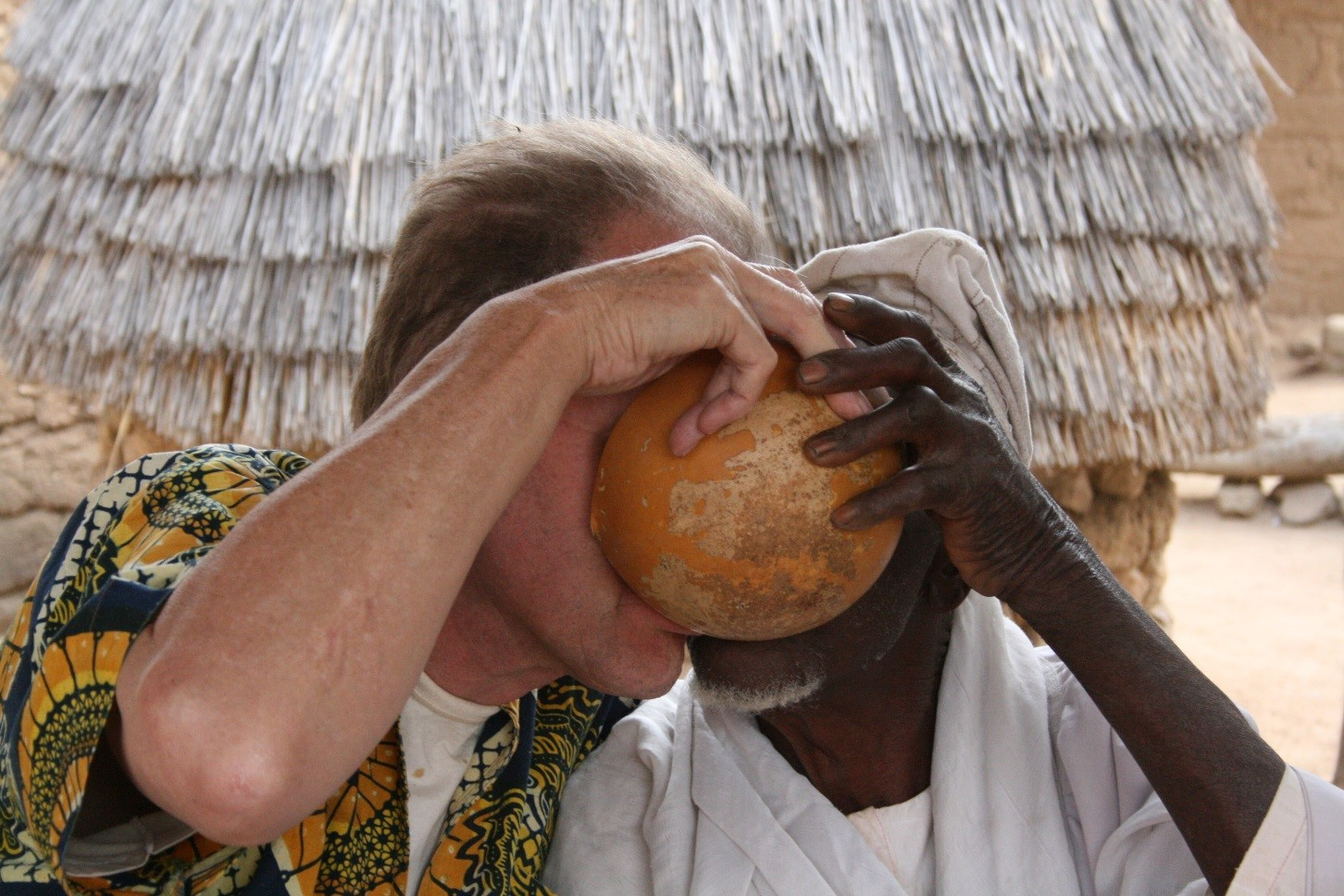
Biercultuur in Kameroen. De vriendschapsdronk op de markt, Mogodé, 1998.

De manier waarop bier wordt gebrouwen, geschonken en beleefd, verschilt per land. Hoewel er over de hele wereld bier gedronken wordt, zijn er slechts enkele landen die een eigen biercultuur hebben ontwikkeld. Veel van deze bierlanden hebben een Germaanse achtergrond of invloed, maar ook Tsjechië geldt als een ontwikkeld bierland. In België zou de biercultuur zich juist door sterke Romaanse invloed hebben kunnen ontwikkelen.

### Amerikaanse biercultuur
Amerikaans bier heeft lange tijd minder waardering gehad. Amerikanen geven de voorkeur aan Europese bieren boven het eigen product. In Amerika kunnen bieren als Stella Artois, Heineken of Grolsch zelfs als luxebier worden gedronken, terwijl ze in eigen land toch vooral als simpele doordrinkers worden beschouwd. Een voorbeeld van simpel Amerikaans bier is het zogenaamde malt liquor.
De laatste jaren is de Amerikaanse bierconsument echter kritischer en zelfbewuster geworden. Kleine, kwalitatief sterke brouwerijen slagen er meer en meer in de markt te veroveren en bierkenners kunnen meer dan ooit waardering opbrengen voor Amerikaans speciaalbier, het zogeheten craft beer. Hoewel de Amerikaanse bieren nog vaak aanleunen bij Europese stijlen, slagen veel brouwerijen erin toch een heel eigen smaak en traditie op te bouwen. Amerikaanse bierstijlen die internationaal aanzien genieten, zijn onder andere Amerikaanse pale ales en India pale ales naar Engels voorbeeld, maar gebrouwen met eigen hopvariëteiten die het bier een opvallende fruitige smaak geven.

### Belgische biercultuur

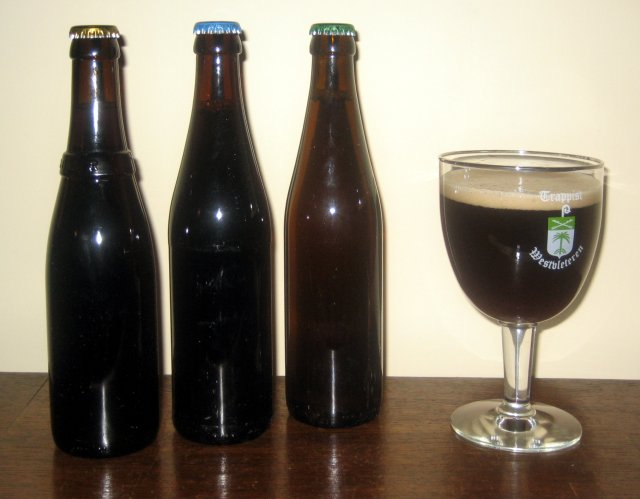
Trappist van Westvleteren

De Belgische biercultuur geldt als de meest verfijnde van de wereld en is gekend dankzij een enorme variatie en het behoud van oude tradities. Daarbij moet worden opgemerkt dat bekende bierrecensenten vooral de bovengistende Belgische bieren hoog waarderen, en ondergistende bieren, zoals pils, juist relatief laag inschatten.
De Belgische biercultuur is in meerdere opzichten uniek. Belgische restaurants benaderen bier zoals Franse restaurants wijn benaderen: er is een ruime keuze en een goede kelner weet welke bieren bij welke gerechten passen. De variatie is zodanig dat het mogelijk is een bijpassend bier bij een willekeurig gerecht te bedenken. Vele Belgische bieren zijn zo uniek dat ze niet bij een of andere bierstijl vallen in te delen. Voorts is men er in België in geslaagd brouwtradities, die overal elders verloren waren gegaan, te behouden. Brouwers uit de hele wereld baseren zich op Belgische stijlen als Vlaamse bruine en lambiek als zij smaken van het verleden proberen terug te roepen; tot voor kort waren bieren van spontane gisting of bieren met rijping op houten vaten nog een uitsluitend Belgisch verschijnsel.
Toch zijn niet alle bierkenners alleen maar positief over de Belgische biercultuur. De schaalvergroting waar de Belgische bieren zo lang van gespaard zijn gebleven vindt inmiddels alsnog plaats, en veel kleinere brouwers hebben het moeilijk. Vooral lambiek en Vlaams oud bruin – allebei unieke bierstijlen – worden bedreigd. De consumentenorganisatie Zythos probeert het tij te keren en wordt hierbij door vele bierliefhebbers uit binnen- en buitenland gesteund.

### Duitse biercultuur
Duitsland is een bierland. De meeste Duitse bieren zijn ondergistend en de Duitsers gelden – met de Tsjechen – dan ook als de meesters van het ondergistende bier. Toch zijn er ook bovengistende stijlen, zoals het vermaarde Kölsch uit Keulen, het Altbier uit Düsseldorf en de vele bekende tarwebieren (Weizen- of Weißbier).
De Duitse biercultuur manifesteert zich vooral in het midden en zuiden van het land. Het noordoosten van Beieren staat bekend als "Bierfranken" om de ongewoon hoge dichtheid van brouwerijen. De Beierse stad Bamberg ligt centraal in dit gebied en is bij bierliefhebbers over de hele wereld bekend als bierstad, niet in de laatste plaats omdat er het Bamberger rookbier gebrouwen wordt, een bier met een gerookte smaak – uniek in de wereld. Ook kent Beieren het grootste bierfeest ter wereld, het Oktoberfest, een jaarlijks volksfeest in München. Het begint halverwege september en eindigt op de eerste zondag in oktober. Het geldt als het grootste bierfestival ter wereld en wordt jaarlijks door meer dan zes miljoen mensen bezocht.
Het noorden van Duitsland had in vroegere eeuwen ook een ontwikkelde biercultuur die meer aan de Nederlandse en Belgische verwant was, maar door de invoering van het Beierse Reinheitsgebot in heel Duitsland is veel van deze biercultuur verloren gegaan. Als overblijfselen gelden de Berliner Weiße en de Gose.

### Engelse biercultuur

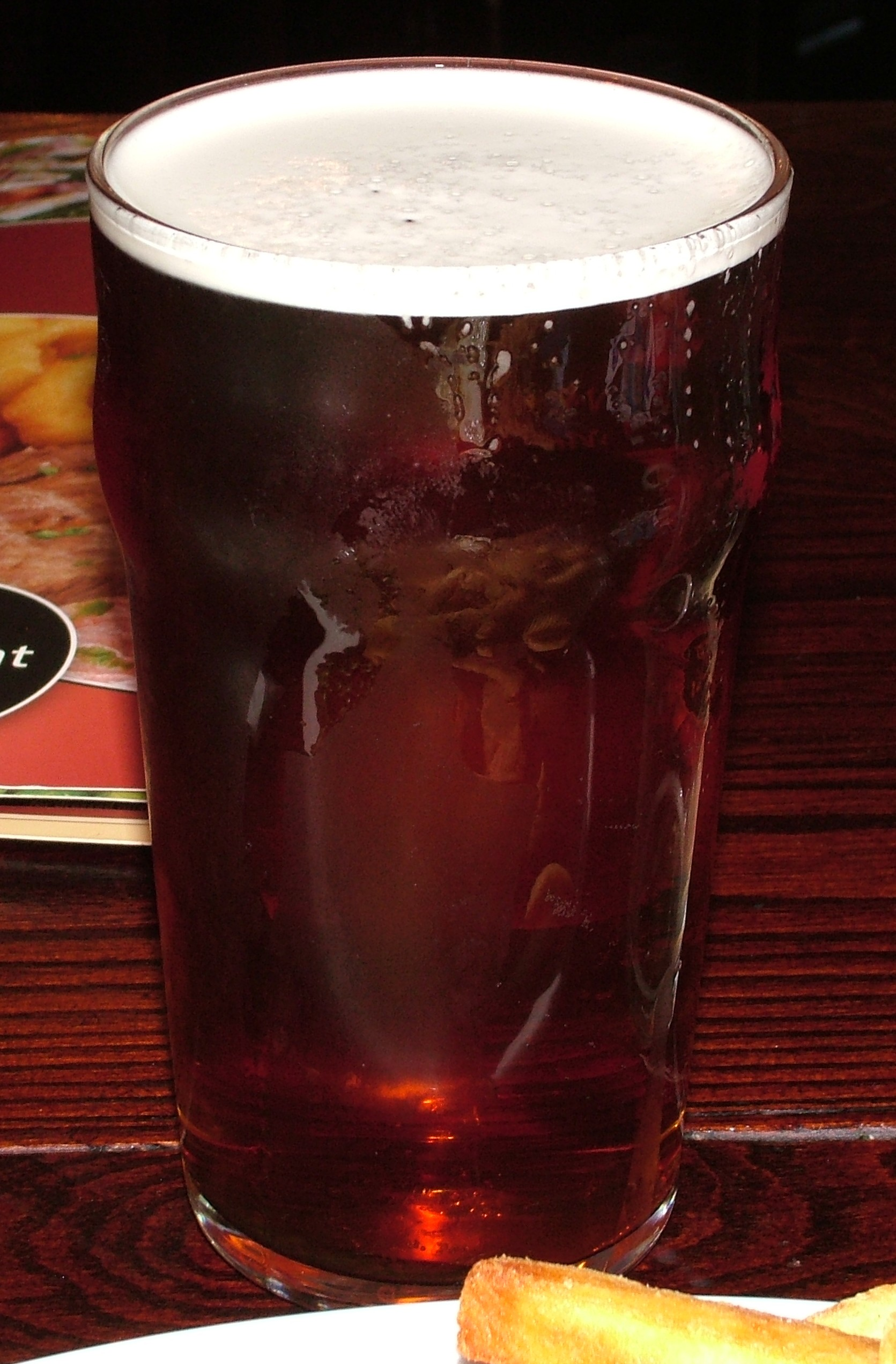
Een Engels bitter

De Engelse bieren zijn in de regel bovengistend en anders dan in andere bierculturen worden de bovengistende bieren nog zeer algemeen door iedereen gedronken. Engelse bieren worden vaak enigszins lauw gedronken (à 10 graden) en hebben weinig schuim. Bovendien is het schuim vaak romiger. Verder onderscheidt het Engelse bier zich van de meeste Europese bieren door het relatief lage alcoholpercentage, al zijn daar uitzonderingen op.
Typisch Engelse bierstijlen zijn bitter (bovengistend, amberkleurig bier dat in veel pubs als het standaardbier geldt) en stout. De Engelse stouts hebben vaak een hoger alcoholpercentage en zijn vaak zoeter dan hun Ierse tegenhangers. Toch is het Ierse Guinness thans de meest gedronken stout in Engeland (en in de rest van de wereld).

### Nederlandse biercultuur
Nederland is al eeuwen een handelsnatie en Nederlandse brouwers hadden al vroeg een commercieel karakter. De gevolgen daarvan op de Nederlandse biercultuur waren zowel positief als negatief: door in te spelen op buitenlandse markten slaagden Nederlandse brouwers erin zich bierstijlen uit de hele wereld eigen te maken, maar door steeds groter en commerciëler te worden verloren zij daarbij vaak hun karakter.
De laatste tijd lijkt deze houding te veranderen. Sinds de jaren tachtig is de belangstelling en waardering voor de traditionele Nederlandse bieren sterk toegenomen. Nederlandse brouwers winnen met enige regelmaat internationale prijzen, en voor typische Nederlandse bierstijlen als kuit zijn nog liefhebbers te vinden. Bovendien is de Nederlandse biercultuur nog dynamisch, ontstaan er nieuwe brouwerijen en wordt er volop geëxperimenteerd met nieuwe bieren. De belangenvereniging PINT, die in de jaren tachtig werd opgericht, organiseert het hele jaar door verschillende proeverijen en bierfestivals om het Nederlandse bier te promoten.

### Tsjechische biercultuur
De gemiddelde Tsjech drinkt bijna 150 liter bier per jaar. Daarmee zijn de Tsjechen de grootste bierdrinkers van de wereld. De Tsjechische brouwers specialiseren zich net als hun Duitse collega's in ondergistende bieren en volgen het Beierse Reinheitsgebot. Tsjechische brouwerijen zijn vaker traditioneel en kleinschalig. Hoewel sinds de val van het communisme verscheidene Tsjechische brouwerijen door buitenlandse brouwersconcerns als Heineken en Inbev zijn opgekocht en in sommige gevallen gesloten. De bekendste Tsjechische biersoort is zonder twijfel het pilsener, dat in de Boheemse stad Pilsen uitgevonden werd en sindsdien over de hele wereld is nagebootst.

## Alternatieve biersoorten
Een alternatief voor "gewoon bier" is alcoholvrij bier, dat vooral in Duitsland een goede verspreiding kent en in bepaalde gevallen als een isotone sportdrank wordt aangeprezen.
Bier kan niet enkel op basis van gerst worden gebrouwen maar ook met andere graanvruchten en "pseudogranen" die bij het bakken van brood kunnen worden gebruikt, zoals:
- tarwe
- maïs (bijvoorbeeld bij de Quechua in de Andes)
- rijst (bijvoorbeeld in Japan en China)
- sorghum (bijvoorbeeld in Nigeria)
- spelt
- boekweit

De benaming "bier" wordt occasioneel gebruikt voor een ander soort gefermenteerde dranken, op basis van bijvoorbeeld maniok of bananen (bijvoorbeeld bij de Masai).

## Gezondheid
Bier bevat ethanol, een alcohol dat verschillende effecten heeft op de gezondheid van degene die het consumeert. De inname van alcohol heeft negatieve gezondheidseffecten op korte en lange termijn.
Op korte termijn kunnen hoge doseringen van alcohol leiden tot onder meer afname van concentratie en motoriek en tot vermindering van potentie. Dronken mensen hebben een veel grotere kans op verkeersongevallen en op overlijden door het stikken in braaksel, door verdrinking of door onderkoeling. Ook mensen die maar weinig hebben gedronken, lopen meer kans om bij een verkeersongeval betrokken te raken. Alcoholgebruik vergroot ook de kans op andere ongevallen, zoals vallen, en de kans om met geweld in aanraking te komen. De kans op letsel neemt evenredig toe met de geconsumeerde hoeveelheid alcohol. Zeer hoge doseringen kunnen leiden tot bewusteloosheid en ademdepressie. Bij snel en in korte tijd veel alcohol drinken, kan coma ontstaan. Uiteindelijk kan het zenuwstelsel zo sterk worden verdoofd dat ook het ademhalingscentrum verlamd raakt, met mogelijk dodelijke afloop.
Op lange termijn vergroot langdurig alcoholgebruik de kans op verschillende ziekten. Het kan leiden tot hormoonstoornissen, zoals ovulatiestoornissen en verminderde vruchtbaarheid. Verder kunnen er bloedafwijkingen optreden, zoals bloedarmoede. Hoe meer alcohol geconsumeerd is, hoe groter de kans op levercirrose en leververvetting en op beschadigingen van hartspier en centraal zenuwstelsel. Beschadiging van de alvleesklier kan leiden tot suikerziekte. Langdurig overmatig gebruik kan het syndroom van Korsakov tot gevolg hebben, alsmede stoornissen van het maag-darmkanaal. Alcohol kan kanker van mond, keel, slokdarm, lever, maag, en prostaat veroorzaken, maar vooral dikke darm- en borstkanker. Het risico op borstkanker is al verhoogd bij 1 glas alcohol per dag.
Verschillende onderzoeken suggereren dat gematigde drinkers minder hart- en vaatziekten krijgen en langer leven. Echter, dit positieve verband kan ook toegeschreven worden aan andere factoren dan alcoholconsumptie. Alleen mensen met een verhoogd risico op hart- en vaatziekten hebben mogelijk baat bij matig alcoholgebruik.
Alcoholconsumptie door kinderen en jongvolwassenen onder de 25 jaar is schadelijk voor de ontwikkeling van hun hersenen. Het leidt tot een kleinere hippocampus, minder witte stof in de hersenbalk en verminderde hersenactiviteit.

## Video
- Landbouweconoom Johan Swinnen over bier - Universiteit van Vlaanderen

## Afbeeldingen

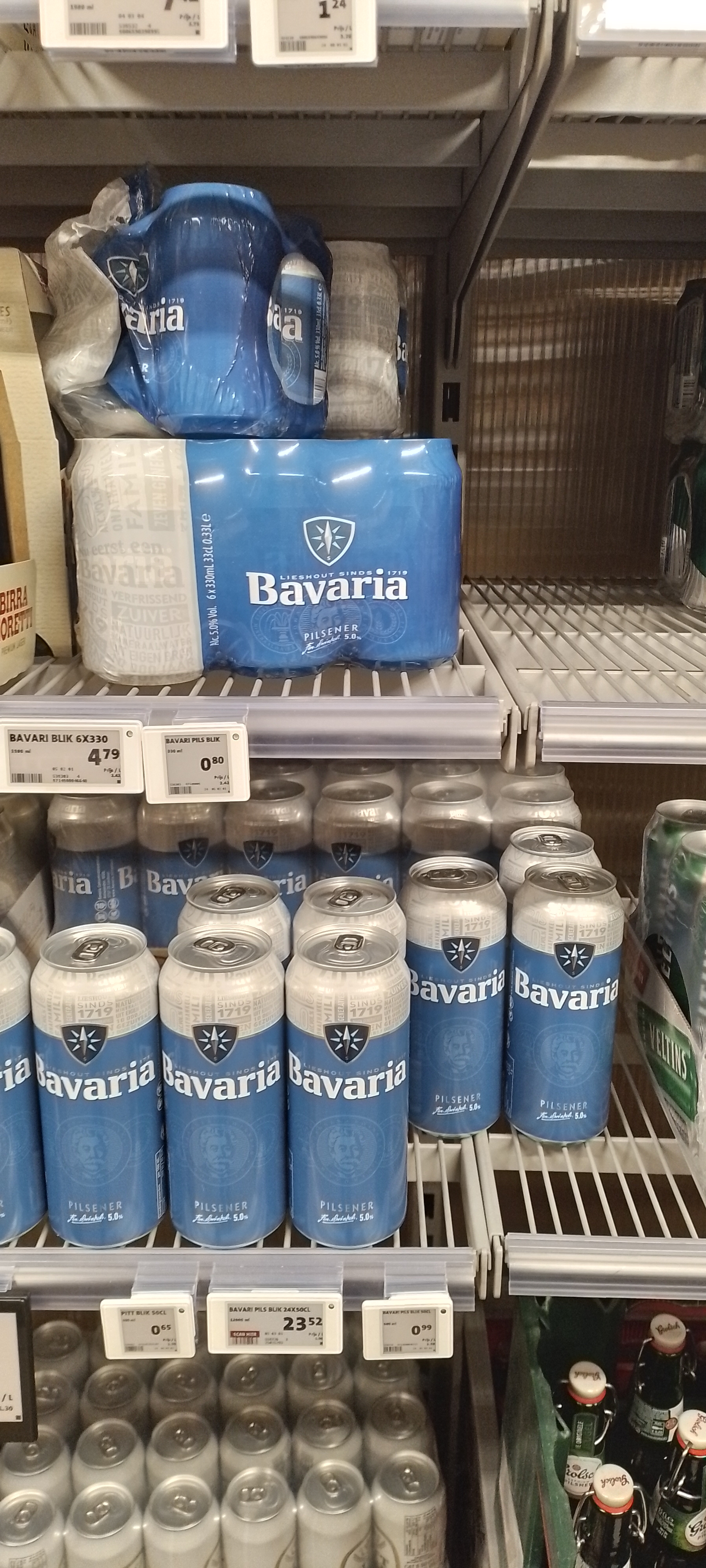
Diverse merken pils worden ook in blikjes (33 cl) of halve liter blikken verkocht
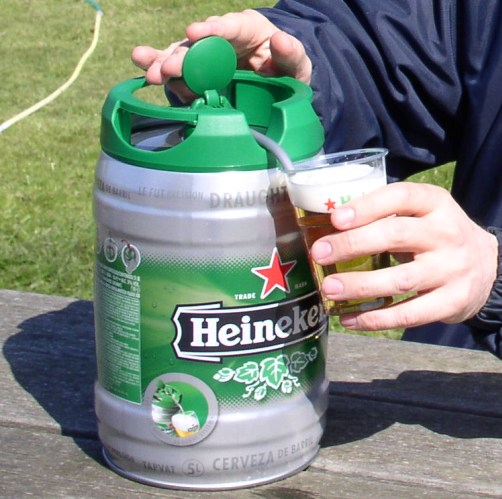
5-litertapvaatje voor bier